# Рохи, Вильям Юрьевич
Вильям Юрьевич Рохи (1892—1938) — советский военный деятель, комдив (1936).

## Биография
Родился в латышской семье рабочего-садовника. Окончил начальное училище в 1906 и ремесленное училище в Риге в 1912. Самостоятельно стал работать с шестнадцати лет, поступив в Риге учеником в типографию. Затем работал наборщиком в типографиях Риги, Витебска, Петрограда. В июле 1914 призван в императорскую армию. Служил рядовым в Гродненской крепости с 1914 до 1915, затем в 176-м запасном полку в 1916. Участник Первой мировой войны, был контужен и признан негодным к военной службе. В 1916 избирался секретарём правления больничной кассы, членом правления профсоюза печатников в Витебске. Член РСДРП(б) с июля 1917, с того же года работал наборщиком в типографии газеты «Правда». В 1918—1919 член правления Петроградского профсоюза печатников, председатель полиграфического отдела Петроградского совнархоза, член ЦК и секретарь ЦК Всероссийского союза полиграфической промышленности. В феврале 1919 был одним из организаторов военно-революционного комитета в Вильно.
В Красной армии с октября 1919 по мобилизации. Участник Гражданской войны, в ходе которой был агитатором, комиссаром красногвардейского полка в Риге. С октября 1919 начальник политотдела 1-й Московской кавалерийской дивизии. С 4 июля 1920 года по 31 декабря 1920 года военком той же дивизии. В январе 1924 исполнительным бюро ЦК КПТ утверждён к избранию на предстоящий съезд советов Туркестана, членом ТурЦИК (от РККА). В середине 1920-х комиссар 11-й кавалерийской дивизии 13-го стрелкового корпуса в Таджикской ССР, участник ликвидации басмачества. С 31 декабря 1928 до 10 октября 1930 начальник 1-й Ленинградской пехотной школы. Делегат XVI съезда ВКП(б) в 1930 с решающим голосом от центральной ленинградской партийной организации. Окончил особую группу (факультет) Военной академии имени М. В. Фрунзе в 1930—1932. Член бюро областного комитета Еврейской автономной области с мая 1937 и член Дальневосточного крайисполкома с января 1935 до 1937.
Командир и комиссар 34-й стрелковой дивизии в Биробиджане до 3 июля 1937, будучи арестован на день ранее, 2 июля. На предварительном следствии и в суде в предъявленных ему обвинениях виновным себя признал. Приговорён ВКВС СССР к ВМН по делу «фашистского латышского заговора» 9 апреля 1938 и в этот же день был расстрелян. Реабилитирован 31 октября 1956.

### Звания
- комдив, 26 ноября 1935.

### Награды
- орден Красного Знамени РСФСР (1922);
- орден Ленина (1936).